# ویکتوریا سانگ
سانگ چیان (چینی: 宋 宋)، که بیشتر با نام هنری «ویکتوریا» یا «ویکتوریا سانگ» شناخته می‌شود، خواننده، رقصنده، بازیگر، مدل، مجری تلویزیونی و نویسنده چینی است که در کره جنوبی و چین فعالیت می‌کند. او در سپتامبر ۲۰۰۹ به عنوان یک عضو از گروه دختران کره ای اف(اکس) وارد عرصهٔ هنر شد.
در سال ۲۰۱۰، ویکتوریا با شرکت در فصل دوم برنامه‌ی ما ازدواج کردیم و همچنین با عضویت در برنامه‌ی جوانان شکست‌ناپذیر شبکه‌ی کی‌بی‌اس توانست محبوبیت عظیمی به دست آورد. ویکتوریا همچنین برای بازی در سریال‌هایی نظیر وقتی عشق وارد شد (۲۰۱۲)، راز زیبا (۲۰۱۵)، یخ فانتزی (۲۰۱۶)، عشقی برای یک عمر (۲۰۱۷)، مهتاب و ولنتاین (۲۰۱۸) و فیلم‌های مانند دختر گستاج جدید من (۲۰۱۶) و عروسی بهترین دوستم (۲۰۱۶) شناخته می‌شود.